# Autel de Zeus à Olympie
Pour les articles homonymes, voir Autel de Zeus.

Plan du sanctuaire d'Olympie. L'emplacement de l'autel de Zeus est au n° 16.

L’autel de Zeus à Olympie est un lieu de culte dédié à Zeus. Il se trouvait enfoui au milieu du bois sacré de l'Altis, à Olympie dans le Péloponnèse, en Grèce.

## Situation
L'autel situé au nord-ouest du temple de Zeus Olympien, qui mesurait environ sept mètres de haut, a été érigé au IIe siècle av. J.-C., avec les cendres des sacrifices rituels mélangées à l'eau du fleuve Alphée. D'après Pausanias, il était à peu près à la même distance du Pélopéion que du temple d'Héra. Sa construction était attribuée à Héraclès ou à des héros locaux, deux générations plus tard.
L'autel de Zeus Olympien a entièrement disparu et la connaissance que l'on en a repose sur la description détaillée qu'en fait Pausanias :

« L'autel de Zeus Olympien est à égale distance du Pélopéion et du temple d'Héra, et il s'étend en face de l'un et de l'autre. Cet autel a été érigé, suivant les uns, par Héraclès Idaéen, et suivant d'autres, par des héros du pays, deux générations après Héraclès. Il est fait, de même que celui de Pergame, de la cendre des cuisses des victimes qu'on sacrifie à Jupiter. Il y a aussi à Samos un autel de cendre érigé à Junon, mais il n'a rien de plus remarquable que ceux qu'on élève à la hâte en Attique, et qu'on nomme escharae. Le soubassement (la prothysis) de l'autel de Zeus Olympien a cent vingt-cinq pieds de circonférence ; la partie qui s'élève au-dessus (le thysiastérion) en a trente-deux, et l'autel a en tout vingt-deux pieds de haut. Il est dans l’usage de sacrifier les victimes sur la partie inférieure nommée prothysis, et on porte les cuisses pour les brûler sur la partie la plus élevée de l’autel. On monte sur le soubassement par des escaliers de pierre qui sont de chaque côté, et du soubassement au haut de l’autel par des escaliers de cendre. Les femmes et les filles, aux époques où elles ne sont pas exclues d’Olympie, peuvent monter jusque sur la prothysis, mais il n’est permis qu’aux hommes de monter sur l’autel ; les particuliers peuvent offrir des sacrifices à Jupiter, même hors le temps de la solemnité, et les Eléens lui en offrent tous les jours. Chaque année, le dix-neuf du mois Élaphium, les devins apportent du Prytanée la cendre, la délaient avec de l’eau de l’Alphée et en enduisent l’autel. Si on la délayait avec toute autre eau, cette cendre ne se réduirait pas en boue ; c’est pourquoi on regarde l’Alphée comme le fleuve que Jupiter Olympien aime le mieux. On voit à Didymes, dans le pays des Milésiens, un autel qu’Hercule le Thébain a fait avec le sang des victimes, à ce que disent les Milésiens, mais le nombre des victimes n’a pas été assez considérable dans la suite pour l’augmenter de beaucoup. — Pausanias, Description de la Grèce V, 13, 8 (traduction M. Clavier et texte grec en ligne sur le site de Philippe Remacle). »

## Fouilles archéologiques

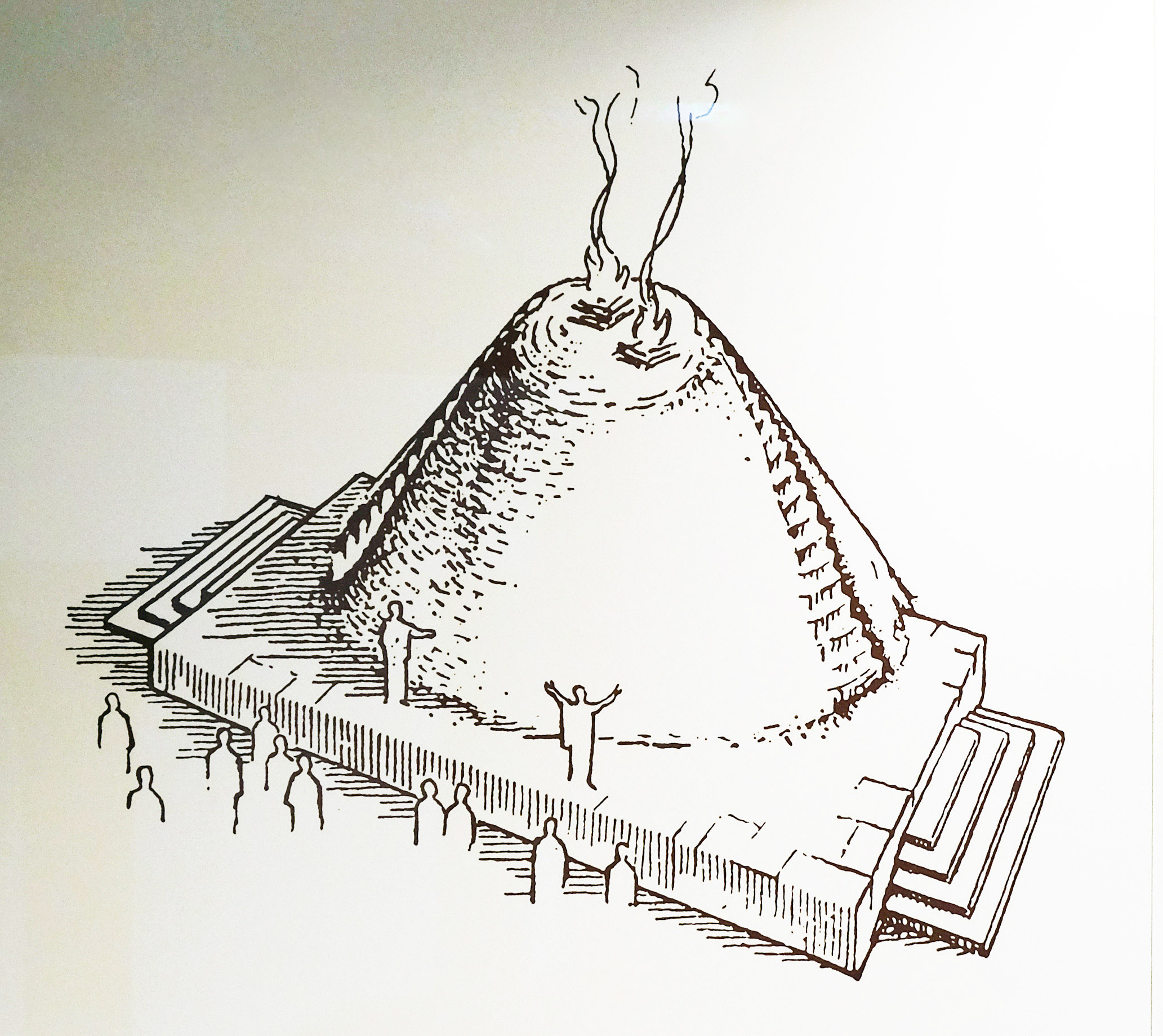
Restitution de l'autel de Zeus à Olympie, composé des cendres d'animaux sacrifiés.

Il n'existe aucun vestige de l'autel et diverses hypothèses ont été émises sur sa disparition. Pour certains, l'inexistence de vestiges serait due aux destructions effectuées par les chrétiens en conformité avec les édits anathémisants des empereurs Théodose Ier et Théodose II. Au contraire, Friedrich Adler considère que la disparition était due aux matériaux de construction peu résistants (cendres, os, boue) qui, au fil du temps et lorsque le culte est tombé en désuétude, ont été à l'origine de l'effritement lent de sa structure fragile ; la destruction ordonnée par les empereurs chrétiens n'était peut-être qu'une raison de plus pour ceux qui intervinrent dans la destruction totale de l'autel.
Wilhelm Dörpfeld et Georg Treu (de), qui dirigeaient les fouilles allemandes, en déduisirent lors de la cinquième campagne (1879-1880) que l'autel de Zeus pouvait se trouver à l'endroit fouillé à ce moment entre le temple d'Héra et le Pélopéion. Treu dit dans son journal du 27 février 1881 : « De plus en plus de figurines de terre cuite et de bronze ont été  trouvées dans les terres les plus noires : près de 200 animaux en terre cuite, de nombreux fragments de figures humaines, plus de 650 animaux de bronze en une semaine ». De son côté, Dörpfeld écrivait en enquêtant sur l'est du Pélopéion : « La terre est noire, pleine de fragments de charbon et d'ossements ».